# Jerry Douglas (acteur)
Jerry Douglas (geboren als Gerald Rubenstein) (Chelsea (Massachusetts), 12 november 1932 – Los Angeles, 9 november 2021) was een Amerikaanse acteur.

## Levensloop
Douglas groeide op in Chelsea, Massachusetts. Hij ging naar de universiteit om economie te studeren. Na acht maanden rechten gaf hij school op en begon auditie te doen voor acteerrollen. Tevens verhuisde hij met zijn toenmalige vrouw Arlene Martel en dochter Avra naar Californië. Ze vestigden zich in San Fernando Valley. Overdag verkocht hij verzekeringen en 's avonds nam hij acteerles. Na een toneelstuk kreeg hij goede kritieken waardoor hij een agent aannam.
Hij begon zijn tv-acteercarrière in 1961 in de film Blast of Silence, daarna speelde hij gastrolletjes in veel televisieseries. Zijn vrouw besloot echter om met de kinderen weg te gaan, Douglas stopte met zijn carrière om haar te volgen, maar uiteindelijk scheidden ze toch en ging hij naar Los Angeles. Hij won het hoederecht over zijn kinderen.
Zijn grootste rol kreeg Douglas in 1982, die van pater familias John Abbott bij The Young and the Restless, een rol die hij tot 2006 speelde toen zijn personage overleed. In 2007 en 2008 keerde hij terug als geest.
In 1985 hertrouwde hij met televisiepresentator en auteur Kym Douglas en kreeg hij twee zoons. Douglas stierf na een kort ziekbed op 9 november 2021, op 88-jarige leeftijd.
- Library of Congress Control Number: no2011147890
- Virtual International Authority File: 250740134
- WorldCat: E39PBJmy3vq7BmByqMwtQFQpfq